# Łukasz Burliga
Łukasz Burliga (Sucha Beskidzka, 10 maggio 1988) è un calciatore polacco, difensore svincolato.

## Caratteristiche tecniche
È un terzino destro, ma nel corso della sua carriera è stato impiegato sulla corsia opposta, o, eventualmente, a centrocampo.

## Carriera

### Club
Cresciuto nelle giovanili del Wisła Kraków, ha esordito in prima squadra nel 2007 all'età di diciannove anni. Dopo due prestiti a Flota e Ruch Chorzów è tornato alla base dove ha collezionato più di cento presenze in Ekstraklasa, la massima serie del calcio polacco.
Dal 2016 al 2018 ha fatto parte della rosa dello Jagiellonia, prima di fare ritorno al Wisła, alle prese allora con gravi problemi economici e in cerca di acquisti che potessero permetterle di restare in Ekstraklasa. Dopo aver centrato l'obiettivo, Burliga è rimasto con la Biała Gwiazda fino al 2021.

### Nazionale
Ha esordito con la nazionale Under-21 nel 2010, disputando gli ultimi quattro minuti dell'amichevole contro i pari età dell'Albania.

## Palmarès

### Competizioni nazionali
- Campionato polacco: 1

Wisła Cracovia: 2010-2011